# Ousmane Cissé (taekwondo)
Pour les articles homonymes, voir Ousmane Cissé et Cissé.
Ousmane Cissé est un taekwondoïste sénégalais.

## Carrière
Ousmane Cissé remporte une médaille d'argent aux Jeux africains de 1995 à Harare ainsi qu'aux championnats d'Afrique 1996 à Johannesbourg dans la catégorie des moins de 54 kg.